# Sting Ray Robb
Sting Ray Robb (Boise, 3 de setembro de 2001) é um automobilista dos Estados Unidos que compete atualmente na IndyCar Series pela equipe Juncos Hollinger Racing. Ele estreou na IndyCar Series em 2023 pela Dale Coyne Racing, e em 2024, competiu pela A. J. Foyt Racing. Foi campeão da Indy Pro 2000 em 2020 e vice-campeão da Indy Lights (atual Indy NXT) de 2022.

## Biografia
Sting Ray Robb nasceu e se criou em Idaho, sendo filho de Larry Robb e de Kimmie Serrano, que tiveram uma mercearia por 20 anos. Seus pais são divorciados, mesmo assim, seguiram unidos pela sua carreira. Sua família é fanática pelo automobilismo, com todos, até mesmo seus avós, o acompanhando em corridas.
Seu prenome é uma junção de Sting (abreviatura de Stirlingshire, na Escócia, onde os ancestrais do piloto viveram) e Ray (primeiro nome de seu avô). Em 2021, revelou que seus pais (admiradores da Chevrolet) deram-lhe o nome do Corvette Stingray (carro da linha esportiva da fábrica).
Sting Ray estudou na Payette High School. Ele costumava praticar esportes como basquete, beisebol e corrida cross country, com o esqui na neve sendo um de seus favoritos. Ele é é cristão, creditando sua paixão e seu sucesso no automobilismo a Deus.

## Carreira

### Kart
Ganhou seu primeiro kart aos 5 anos de idade, quando iniciou sua carreira de piloto. Sua estreia na modalidade foi aos 8 anos, correndo na divisão Cadete entre 2010 e 2013, vencendo o campeonato nacional da Rotax Junior Max em 2015, além de ter corrido em Portugal.

### NASCAR
Em 2016, disputou 3 corridas da divisão Oeste da NASCAR K&N Pro Series pela equipe Bob Wood, com um 14º lugar em Idaho como melhor resultado. Robb voltou em 2018 para disputar mais uma etapa em Idaho pela equipe Patriot Motorsports Group, na qual ficou em décimo, seu melhor resultado na categoria.

### Road to Indy

#### Pro Mazda/Indy Pro 2000
Sua estreia nos monopostos foi na Pro Mazda, competindo pela equipe World Speed Motorsports; seu melhor resultado foi um 4º lugar, obtido em 3 corridas. Também em 2018, correndo pela Team Pelfrey, terminou em 7º lugar em 16 provas e um pódio (3º em Indianápolis).
Assinou com a equipe Juncos para a temporada 2019 da categoria (agora renomeada Indy Pro 2000), ficando na quarta posição, com 323 pontos, e em 2020 sagrou-se campeão da categoria com 437 pontos (7 vitórias, 2 segundos lugares e outros 2 terceiros, obtendo 9 pódios no total).

#### Indy Lights
Em 2021, Robb seguiu na Juncos para disputar a temporada da Indy Lights daquele ano, no qual fez 249 pontos e terminou na oitava posição, tendo um quinto lugar na corrida 1 de Mid-Ohio como melhor resultado.
Em outubro do mesmo ano, foi anunciado como piloto da Andretti Autosport para a temporada seguinte, onde fez oito pódios, duas poles e uma vitória na corrida 1 de Laguna Seca. Robb conquistou o vice-campeonato na última corrida em Laguna Seca, superando o australiano Matthew Brabham por doze pontos. Robb acumulou no total 483 pontos, 92 a menos do que o sueco Linus Lundqvist, que foi o campeão dominante da temporada.

### IndyCar Series

#### Dale Coyne (2023)

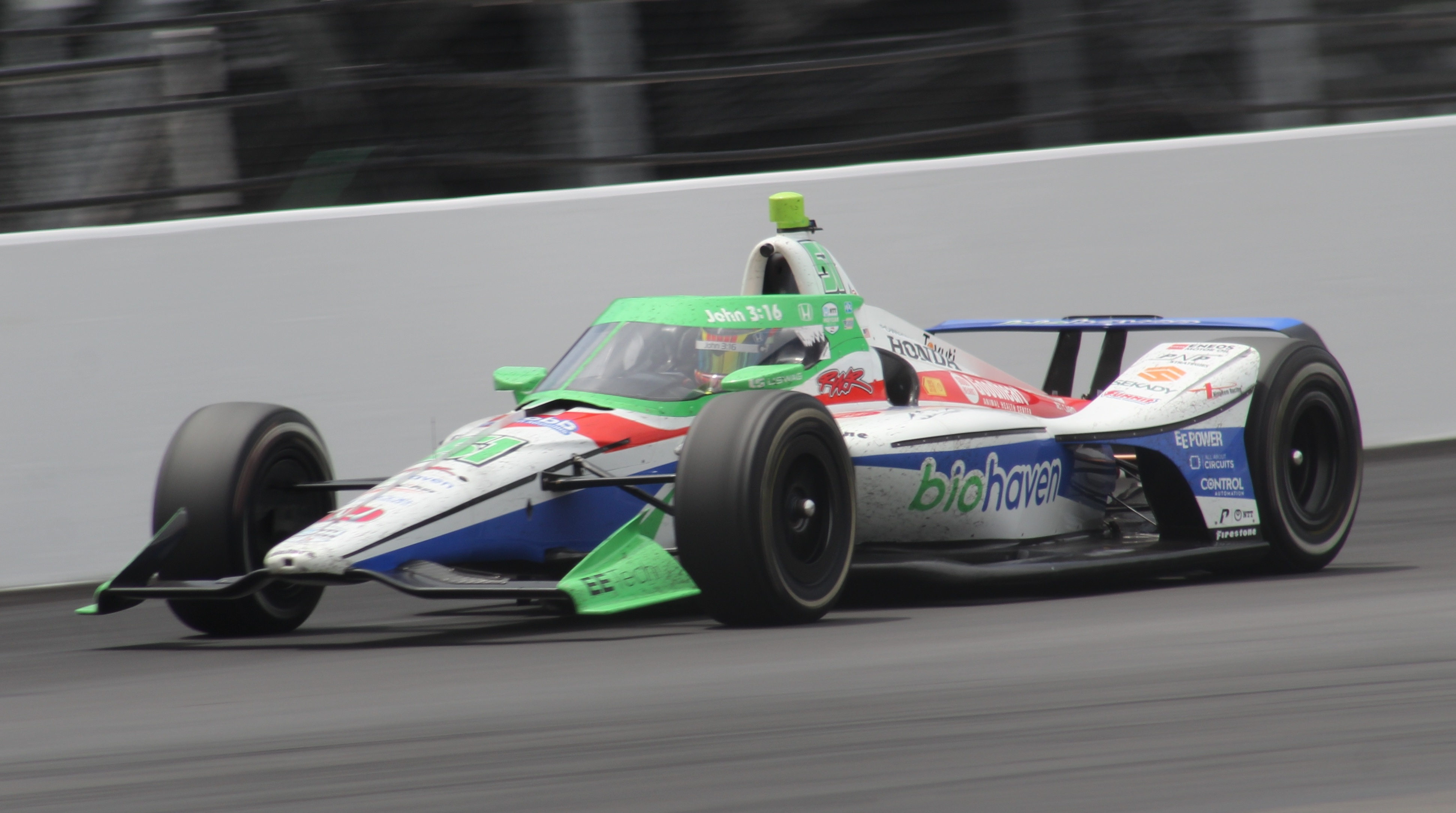
Robb nas 500 Milhas de Indianápolis de 2023.

Possuindo um destacado aporte financeiro, Robb anunciou que pretendia correr na IndyCar Series em 2023, sendo anunciado em janeiro do mesmo ano como novo piloto da Dale Coyne Racing with Rick Ware Racing ao lado de David Malukas. Robb chegou a liderar a etapa do Texas por uma volta, sendo desclassificado da corrida 2 de Iowa após uma roda ter se soltado de seu carro durante a prova.
Em sua primeira aparição nas 500 Milhas de Indianápolis, Robb registrou uma velocidade de 229,549 mph durante a sessão "Last Chance" para se classificar em 32º, mas na corrida, ele bateu e ficou na 31ª colocação. Seu melhor resultado no ano foi um 12º lugar na etapa de Laguna Seca, encerrando a temporada em 23º com 147 pontos, ficando seis posições abaixo de Malukas, que fez 118 pontos a mais que ele, e sendo o terceiro entre os rookies.

#### A. J. Foyt (2024)

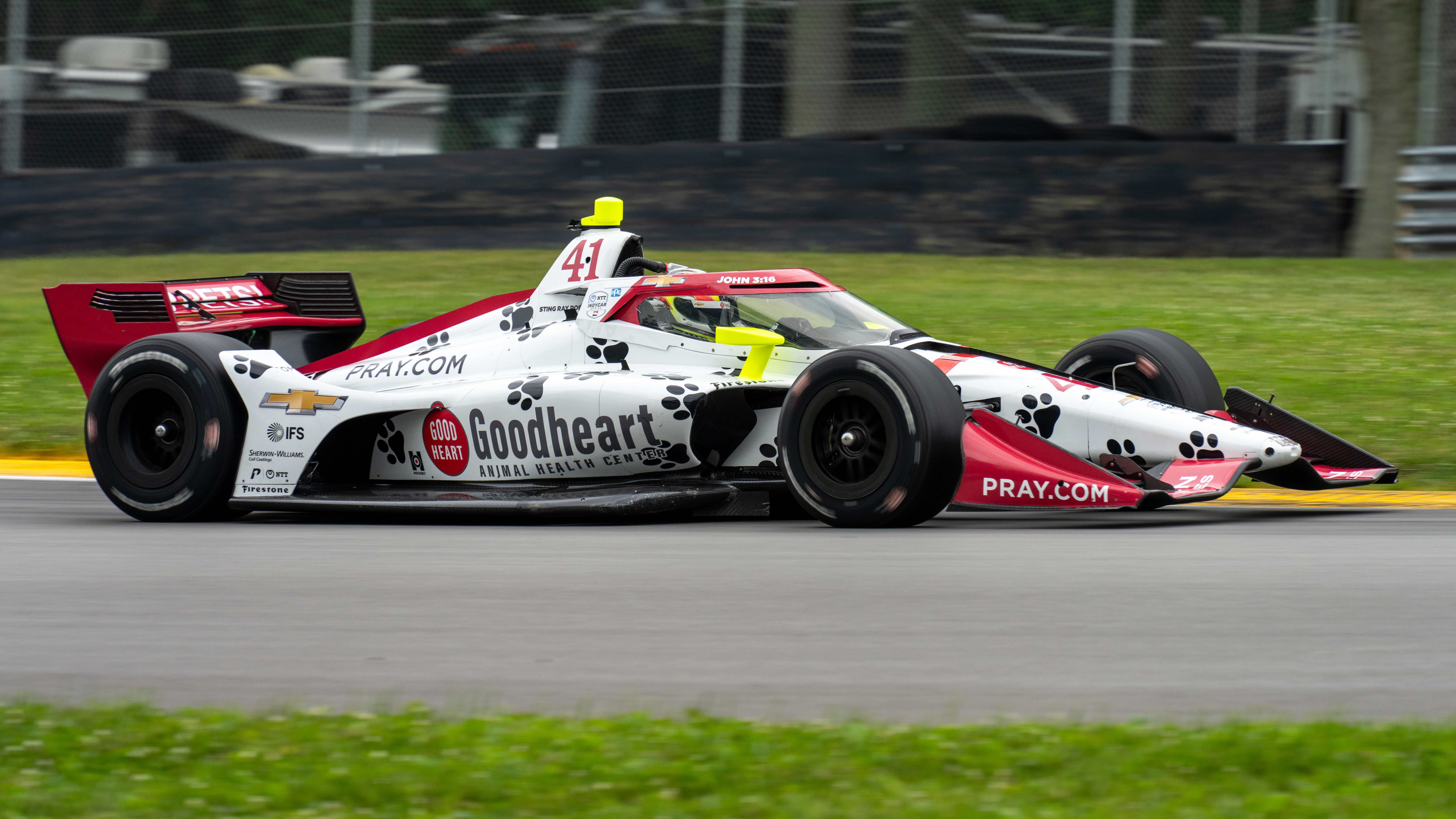
Robb em Mid-Ohio em 2024

Para 2024, assinou com a equipe A. J. Foyt Racing, substituindo o dinamarquês Benjamin Pedersen e correndo ao lado de Santino Ferrucci. Nas 500 Milhas de Indianápolis, Robb largou em 23º lugar e foi o terceiro piloto com mais voltas lideradas na prova (23), atrás apenas de Scott McLaughlin e do vencedor Josef Newgarden (ambos da Penske). Ele terminou a corrida na 16ª posição. Na corrida 2 de Iowa, Robb sofreu um grave acidente ao colidir com Alexander Rossi, da McLaren, decolar e capotar diversas vezes. O piloto de Idaho sofreu impacto de 109G e desmaiou no local, sendo levado ao hospital e posteriormente liberado.
O melhor resultado de Robb do ano foi em Gateway, no qual liderou oito voltas e ficou em nono, sendo sua primeira vez no Top-10 na categoria. Robb encerrou 2024 na vigésima posição, somando 185 pontos, enquanto Ferrucci ficou em nono, fazendo quase o dobro de pontos que ele.

#### Juncos Hollinger (2025)
Em novembro de 2024, foi anunciada a contratação de Robb pela Juncos Hollinger Racing para a temporada de 2025, retomando uma parceria que ele e a equipe tinham durante as categorias de base da Indy.

## Resultados

### Resumo da carreira
| Temporada | Série                      | Equipe                                  | Corridas | Vitórias | Poles | V.M.R. | Pódios | Pontos | Posição |
| --------- | -------------------------- | --------------------------------------- | -------- | -------- | ----- | ------ | ------ | ------ | ------- |
| 2015-16   | Skip Barber Winter Series  | Skip Barber Racing School               | 10       | 3        | 1     | 2      | 6      | 329    | 2º      |
| 2016      | NASCAR K&N Pro Series West | Bob Wood                                | 3        | 0        | 0     | 0      | 0      | 81     | 29º     |
| 2017      | Campeonato Pro Mazda       | World Speed Motorsports                 | 12       | 0        | 0     | 0      | 0      | 185    | 6º      |
| 2018      | Campeonato Pro Mazda       | Team Pelfrey                            | 16       | 0        | 0     | 0      | 1      | 231    | 7º      |
| 2018      | NASCAR K&N Pro Series West | Patriot Motorsports Group               | 1        | 0        | 0     | 0      | 0      | 34     | 42º     |
| 2019      | Indy Pro 2000              | Juncos Racing                           | 16       | 0        | 2     | 1      | 6      | 323    | 4º      |
| 2020      | Indy Pro 2000              | Juncos Racing                           | 17       | 7        | 5     | 5      | 11     | 437    | 1º      |
| 2021      | Indy Lights                | Juncos Hollinger Racing                 | 20       | 0        | 0     | 0      | 0      | 249    | 8º      |
| 2022      | Indy Lights                | Andretti Autosport                      | 14       | 1        | 2     | 4      | 8      | 483    | 2º      |
| 2023      | IndyCar Series             | Dale Coyne Racing with Rick Ware Racing | 17       | 0        | 0     | 0      | 0      | 147    | 23º     |
| 2024      | IndyCar Series             | A. J. Foyt Racing                       | 17       | 0        | 0     | 0      | 0      | 185    | 20º     |
| 2025      | IndyCar Series             | Juncos Hollinger Racing                 | 0        | 0        | 0     | 0      | 0      | 0      | *       |

### Resultados completos na IndyCar Series
| Ano  | Equipe                                | Chassi       | Nº. | Motor     | 1      | 2       | 3      | 4      | 5      | 6       | 7      | 8      | 9      | 10     | 11     | 12     | 13     | 14     | 15     | 16     | 17     | 18     | Posição | Pontos | Ref.   |
| ---- | ------------------------------------- | ------------ | --- | --------- | ------ | ------- | ------ | ------ | ------ | ------- | ------ | ------ | ------ | ------ | ------ | ------ | ------ | ------ | ------ | ------ | ------ | ------ | ------- | ------ | ------ |
| 2023 | Dale Coyne Racing w/ Rick Ware Racing | Dallara DW12 | 51  | Honda     | STP 16 | TXS 25  | LBH 18 | ALA 27 | IMS 27 | INDY 31 | DET 22 | ROA 22 | MDO 22 | TOR 19 | IOW 25 | IOW 28 | NSH 17 | IMS 22 | GTW 21 | POR 23 | LAG 12 |        | 23º     | 147    | [ 31 ] |
| 2024 | A. J. Foyt Racing                     | Dallara DW12 | 41  | Chevrolet | STP 24 | THE DNQ | LBH 18 | ALA 26 | IMS 22 | INDY 16 | DET 21 | ROA 17 | LAG 20 | MDO 16 | IOW 15 | IOW 21 | TOR 25 | GTW 9  | POR 18 | MIL 23 | MIL 18 | NSH 20 | 20º     | 185    | [ 32 ] |

#### Indianapolis 500
| Ano  | Chassi  | Motor     | Largada | Chegada | Equipe                                |
| ---- | ------- | --------- | ------- | ------- | ------------------------------------- |
| 2023 | Dallara | Honda     | 31      | 31      | Dale Coyne Racing w/ Rick Ware Racing |
| 2024 | Dallara | Chevrolet | 23      | 16      | A. J. Foyt Racing                     |